# 若望·里巴特
若望·里巴特爵士，KBE（1957年2月9日—）是巴布亞新畿內亞籍天主教司鐸級樞機、聖十字架會會士、首位巴布亞新畿內亞樞機和現任莫爾茲比港總教區總主教。

## 生平
若望·里巴特于1957年2月9日在巴布亞新畿內亞出生。1985年12月1日，他在聖神會晉鐸。他晉鐸後擔任教區司鐸，並在馬尼拉深造。及後被派到斐濟首都蘇瓦進行牧民工作。
他於2000年10月30日獲教宗若望·保祿二世任命為貝雷納教區輔理主教，領Macriana Mino領銜教區主教銜。里巴特於2001年2月11日晉牧。2002年2月12日，他升任為貝雷納教區正權主教。
他於2007年4月16日獲教宗本篤十六世任命出任莫爾茲比港總教區助理總主教，2008年3月26日升任為莫爾茲比港總教區正權總主教。
2016年6月15日，他因獲得大英帝國爵級司令勳章而獲封爵士。
同年10月9日，教宗方濟各在三鐘經中宣布將於同年11月19日擢升里巴特為司鐸級樞機。